# Xavier Gonzàlez-Costa
Xavier Gonzàlez-Costa (Berga, 1967) és un escriptor, comunicador i activista cultural. És autor de la lletra de L’escut al pit, el cant creat pel 125è aniversari del Futbol Club Barcelona, així com de Un llençol blanc, un dietari poètic sobre la guerra a Ucraïna amb pròleg del periodista de 3cat Manel Alías Tort. També ha participat en l’espectacle musical El batec del Tabal, concebut i interpretat amb La Melanzana Ensemble i en l’obra de teatre infantil Una caca de pessebre.

## Trajectòria
Després d'estudiar Ciències Econòmiques i Empresarials, Xavier Gonzàlez-Costa va desenvolupar la seva carrera professional en l'àmbit financer i el periodisme corporatiu. Posteriorment, es va especialitzar en la conceptualització, direcció i conducció d’entrevistes i actes culturals o benèfics.
Ha publicat poesia, literatura infantil, relats breus i teatre, i ha rebut diversos premis literaris als Països Catalans. També ha treballat com a lletrista en diferents cançons i espectacles musicals. A més, col·labora regularment amb l'edició territorial del Berguedà de NacióDigital.cat, on escriu contes curts a la secció A la vora del foc.
Ha viatjat a més d’una dotzena de països de l’Àfrica col·laborant amb l’organització Viatgers sense Fronteres, que va presidir durant setze anys.
El 24 de febrer del 2022, coincidint amb l'inici de la invasió russa d'Ucraïna, va reprendre la seva activitat poètica després de més de deu anys. Com a resultat, va publicar el dietari poètic Un llençol blanc (Edicions de l'Albí, 2023). L'obra ha estat utilitzada en iniciatives d'integració del poble ucraïnès refugiat a Catalunya i ha estat considerada una eina de cohesió social i de reivindicació de la pau.
És l'autor de la lletra del Cant commemoratiu del 125è aniversari del Futbol Club Barcelona, L’escut al pit, després de guanyar el premi literari convocat pel mateix club. La música d'aquest himne és obra del compositor Carles Cases, i l'enregistrament original va ser produït per Josep Montero (Oques Grasses) i Cristian Quirante ‘Alizzz’.

## Obra literària

### Poesia
- Lluny de qualsevol lloc (Edicions de l'Albí, 2009).[13] ISBN: 9788489751477
- Ventrilòquia (Òmicron, 2010).[14] ISBN: 9788492544639
- Perfum de Patum (Programa de la Patum de Berga 2011).[15]
- D'un cap de dia a l'altre (Edicions de l'Albí, 2011).[16] ISBN: 9788415269076
- Un llençol blanc (Edicions de l'Albí, 2011).[17] ISBN: 9788412598278

### Narrativa
- La veritat de la Vaca Cega és que la Vaca Cega no era cega de veritat (Témenos Edicions, 2017).[18] ISBN: 9788494775321

### Àlbums infantils il·lustrats
- Dimoni d'Angelet! (Edicions de l' Albí, 2008), amb il·lustracions d'Angelina Vilella.[19] ISBN: 9788489751385
- Queralt (un petit musical) (Zenobita Edicions, 2016), amb il·lustracions de Bet Calderer i partitures de Robert Agustina.[20] ISBN: 9788492571932
- El secret de la Cova de Queralt (La Patumaire Edicions, 2023), amb il·lustracions de Rubén Torres.[21] ISBN: 9788412573060

### Teatre
- L'Home (un drama), estrenada l'octubre del 2011 al Teatre del Centre de Gràcia de Barcelona per la companyia del mateix centre.[22]
- Agonia, estrenada el febrer del 2015 per la companyia Teartum, al Teatre del Centre de Gràcia de Barcelona.[23]
- La Caputxeta que escombrava l'escaleta, estrenada el gener del 2015 per l'Agrupació Teatral La Farsa, al Teatre Patronat de Berga.[24]
- L'Antiquari, estrenada l'abril del 2016 a l'Auditori de l'Associació del Personal de "la Caixa", a Barcelona, per La Teatral.[25]
- Queralt (un petit musical), estrenada el juny del 2016 per la coral i l'orquestra de l'Escola Municipal de Música de Berga, amb la direcció musical del Mestre Robert Agustina i la interpretació de l'Agrupació Teatral La Farsa i Munt d'Arts, al Teatre Municipal de Berga.[26]
- El Anticuario, estrenada el setembre del 2018 per La Teatral, al CaixaFòrum de Sevilla,[27] és la versió castellana de L'Antiquari.
- Una caca de pessebre (Editorial Bromera, 2019).[28] ISBN: 9788490264843
- Públic privat (Finis Africae, 2019; dins el recull 3r Concurs de Relat Breu per a Microteatre Vila de Ses Salines). ISBN: 9788494977343
- La Col·lecció, estrenada el juliol del 2021 al Teatre Kursaal de Manresa, per la companyia del mateix espai escènic.[29]
- El batec del Tabal és un espectacle musical creat, dirigit i interpretat conjuntament amb la companyia de música barroca La Melanzana Ensemble, estrenat el novembre del 2022 al Convent de Sant Francesc de Berga, amb el marc incomparable de les comparses de la Patum.[30]

- La Víd(u)a, estrenada el gener de 2024 pels Amics del Teatre Zorrilla, a l’Espai Betúlia de Badalona.

## Cançons
- D'un cap de dia a l'altre, amb música i interpretació de Joan Borjas.[31]
- El mateix mar, amb música de Joan Borjas i interpretació d'El Fugitiu.[32]
- Formiga,  amb música i interpretació de Joan Borjas.[33]
- La rumba de Nadal, amb música i interpretació de Joan Borjas.[34]
- L'havanera de l'1 d'octubre, amb música de Toni Sales i harmonització de Joan Casas. Va ser estrenada per la soprano del Cor del Gran Teatre del Liceu, Maria Genís, i la contralt de la Coral Polifònica de Puig-reig, Maria Josep Garcia.[35]
- L’escut al pit, Cant del 125è aniversari del Futbol Club Barcelona,[36] amb música de Carles Cases, producció de Josep Montero (Oques Grasses) i Cristian Quirante 'Alizzz', interpretada per la grada d'animació de les seccions de bàsquet i futbol sala ‘Dracs 1991’ i els músics Miquel Biarnés (Oques Grasses), Georgina Blanch, Gemma Planella, Marina Rico i Joana Subirats (Al·lèrgiques al Pol·len), Noemí Gallardo i Xavi Benítez.

## Premis i reconeixements
- Premi de les Garrofes de Berga de poesia satírica 1994, 1997, 1998, 2001, 2002, 2005, 2006, 2007, 2010 i 2015.[37]
- Premi de Textos Teatrals Vila de Gràcia 2010, per L'Home (un drama).[38]
- Premi Guillem d'Efak 2011 de teatre infantil i juvenil, per La Caputxeta que escombrava l'escaleta.[39]
- Premi Bambolina de Teatre de Torredembarra 2012, per L'Antiquari.[40]
- Premi de Teatre Infantil Xaro Vidal de Carcaixent 2018, per Una caca de pessebre.[41]
- Premi El Galliner 2019 de teatre, per La Col·lecció.[42]
- Premi Cant del 125è Aniversari del Futbol Club Barcelona, per L’escut al pit.[43]